# Photoscotosia amplicata
Photoscotosia amplicata är en fjärilsart som beskrevs av Walker 1862. Photoscotosia amplicata ingår i släktet Photoscotosia och familjen mätare. Inga underarter finns listade i Catalogue of Life.